# Farol Les Eclaireurs
O Farol Les Eclaireurs é um farol que teve o início da sua construção em 19 de dezembro de 1918, finalizando um ano depois, e começou a funcionar em 1920 com o intuito de auxiliar a navegação das embarcações que passavam pela região. Está localizado em uma ilhota de mesmo nome, no canal de Beagle, na cidade de Ushuaia, na Argentina. O farol continua em funcionamento até os dias atuais.

## Construção
O farol foi construído sobre uma base de três metros de altura. Possui corpo cônico, com onze metros de altura, pintado com listras grossas na cor vermelho e branco. No topo foi construído uma plataforma aberta, de cor preta e a sala da lanterna. A lanterna do farol está a vinte e dois metros e meio de altitude e sua luminosidade possui um alcance de treze quilômetros, emite uma luz branca em intervalos de dez segundos. O farol é abastecido por energia solar e controlado remotamente.

## Turismo
O Farol Les Eclaireurs tornou-se um dos cartões postais da cidade e é um dos faróis mais fotografados do mundo, mas a visitação às estruturas do farol é proibida. Barcos de passeios navegam ao redor da ilhota para turistas conhecerem de perto o farol.